# Festa Major de la Guineueta
La Festa Major de la Guineueta se celebra la segona setmana de juny al barri de la Guineueta, al districte de Nou Barris de Barcelona. Les places, carrers i parcs del barri es vesteixen de festa la segona setmana de juny i acullen un gran nombre d'actes i celebracions de festa major. L'Associació de Veïns de la Guineueta és l'entitat que s'hi ha posat al capdavant i elabora un programa festiu per a tots els públics, amb l'ajuda d'entitats i comerciants del barri. La festa compta amb actuacions musicals diverses, cantades d'havaneres, tallers i activitats per a infants, àpats populars, conferències, teatre, etc.

## Actes destacats
- Cantada d'havaneres. El parc de la Guineueta és l'escenari de la cantada d'havaneres tradicional, el dissabte de festa major. Cada any un grup convidat interpreta les havaneres i cançons de taverna més populars perquè el públic pugui passar una estona divertida gaudint de la música i degustant rom cremat.[1]